# Liste der Bodendenkmäler in Attenhofen
Auf dieser Seite sind die Bodendenkmäler in der niederbayerischen Gemeinde Attenhofen zusammengestellt. Diese Tabelle ist eine Teilliste der Liste der Bodendenkmäler in Bayern. Grundlage ist die Bayerische Denkmalliste, die auf Basis des Bayerischen Denkmalschutzgesetzes vom 1. Oktober 1973 erstmals erstellt wurde und seither durch das Bayerische Landesamt für Denkmalpflege geführt wird. Die folgenden Angaben ersetzen nicht die rechtsverbindliche Auskunft der Denkmalschutzbehörde.

## Bodendenkmäler der Gemeinde Attenhofen

### Bodendenkmäler im Ortsteil Attenhofen
| Lage                  | Objekt | Akten-Nr.     | Bild |
| --------------------- | --- | ------------- | ---- |
| Attenhofen (Standort) | Grabhügel vorgeschichtlicher Zeitstellung. | D-2-7337-0001 |      |
| Attenhofen (Standort) | Siedlung vor- und frühgeschichtlicher Zeitstellung. | D-2-7337-0004 |      |
| Attenhofen (Standort) | Siedlung vor- und frühgeschichtlicher Zeitstellung. | D-2-7337-0005 |      |
| Attenhofen (Standort) | Siedlung vor- und frühgeschichtlicher Zeitstellung. | D-2-7337-0006 |      |
| Attenhofen (Standort) | Siedlung vor- und frühgeschichtlicher Zeitstellung. | D-2-7337-0007 |      |
| Attenhofen (Standort) | Siedlung vor- und frühgeschichtlicher Zeitstellung. | D-2-7337-0016 |      |
| Attenhofen (Standort) | Untertägige mittelalterliche und frühneuzeitliche Befunde im Bereich der Katholischen Kirche St. Katharina in Rannertshofen, darunter die Spuren von Vorgängerbauten bzw. älteren Bauphasen.  | D-2-7337-0137 |      |
| Attenhofen (Standort) | Untertägige mittelalterliche und frühneuzeitliche Befunde im Bereich der Katholischen Pfarrkirche St. Nikolaus in Attenhofen, darunter die Spuren von Vorgängerbauten bzw. älteren Bauphasen. | D-2-7337-0139 |      |

### Bodendenkmäler im Ortsteil Oberwangenbach
| Lage                      | Objekt                                                      | Akten-Nr.     | Bild |
| ------------------------- | ----------------------------------------------------------- | ------------- | ---- |
| Oberwangenbach (Standort) | Mittelalterliche bzw. frühneuzeitliche Wüstung Pimmersdorf. | D-2-7336-0131 |      |

### Bodendenkmäler im Ortsteil Pötzmes
| Lage               | Objekt | Akten-Nr.     | Bild |
| ------------------ | --- | ------------- | ---- |
| Pötzmes (Standort) | Untertägige mittelalterliche und frühneuzeitliche Befunde im Bereich der Katholischen Pfarrkirche St. Georg in Pötzmes, darunter die Spuren von Vorgängerbauten bzw. älteren Bauphasen.    | D-2-7336-0056 |      |
| Pötzmes (Standort) | Untertägige mittelalterliche und frühneuzeitliche Befunde im Bereich der Katholischen Kirche St. Andreas in Rachertshofen, darunter die Spuren von Vorgängerbauten bzw. älteren Bauphasen. | D-2-7336-0134 |      |
| Pötzmes (Standort) | Untertägige frühneuzeitliche Befunde im Bereich der Katholischen Wallfahrtskirche St. Simon bei Seeb, darunter die Spuren von Vorgängerbauten bzw. älteren Bauphasen.                      | D-2-7337-0128 |      |

### Bodendenkmäler im Ortsteil Walkertshofen
| Lage                     | Objekt | Akten-Nr.     | Bild |
| ------------------------ | --- | ------------- | ---- |
| Walkertshofen (Standort) | Untertägige mittelalterliche und frühneuzeitliche Befunde im Bereich der Katholischen Pfarrkirche St. Michael in Walkertshofen, darunter die Spuren von Vorgängerbauten bzw. älteren Bauphasen. | D-2-7337-0126 |      |